# Ambilobe

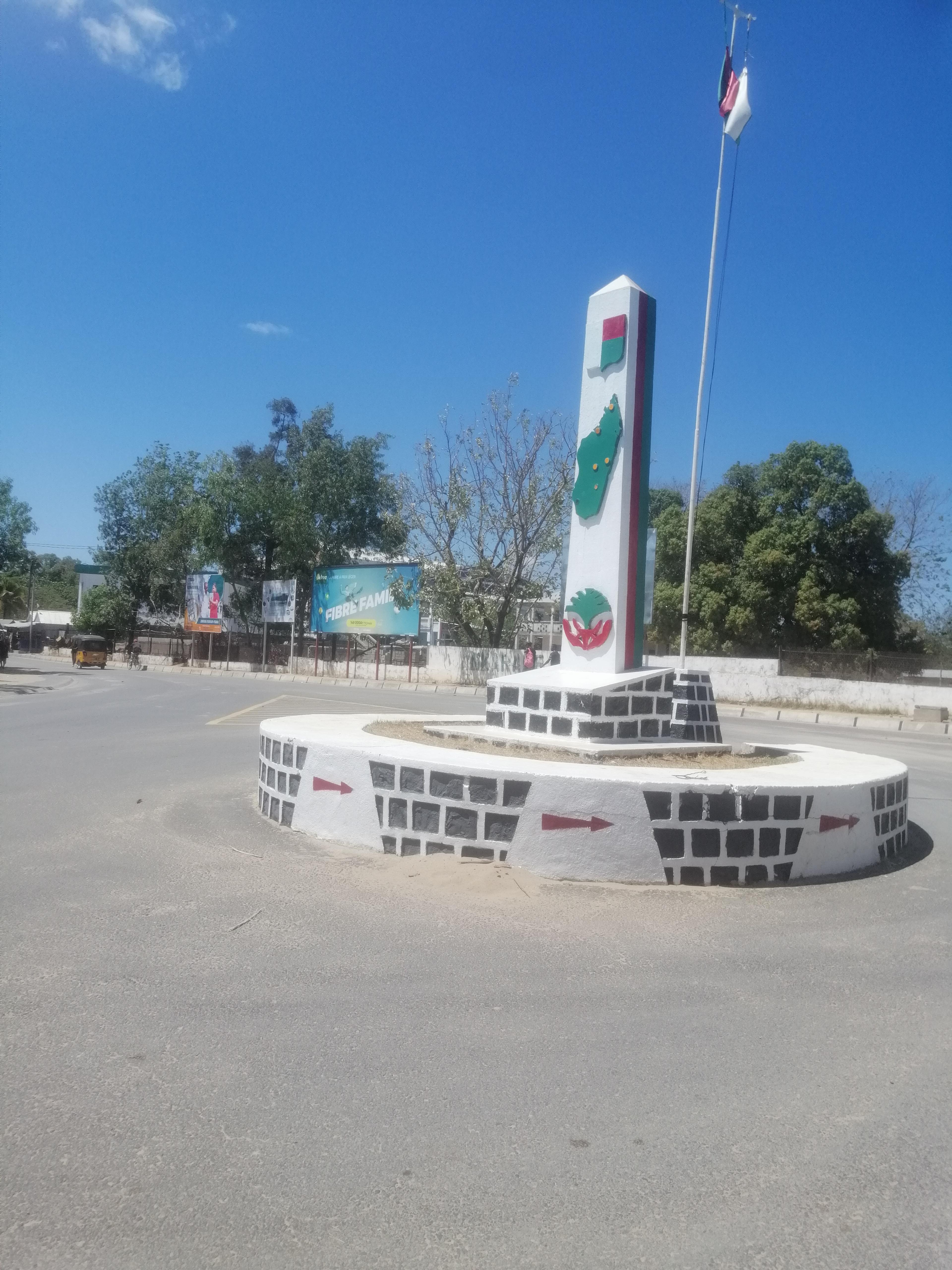
La place de l'indépendance

Ambilobe est une commune (malgache : kaominina) de la province de Diego-Suarez, dans la partie nord de Madagascar. Elle est le chef-lieu du district d'Ambilobe dans la région de Diana. Elle est située à 137 km au sud de la ville d'Antsiranana, plus précisément dans la vallée de Mahavavy. Elle est une porte d'entrée vers le magnifique Tsingy de l'Ankarana, un paysage de pierre impressionnant, qui servait, jadis, d'abri lors des conflits. La population est estimée à 56 427 habitants.

## Géographie

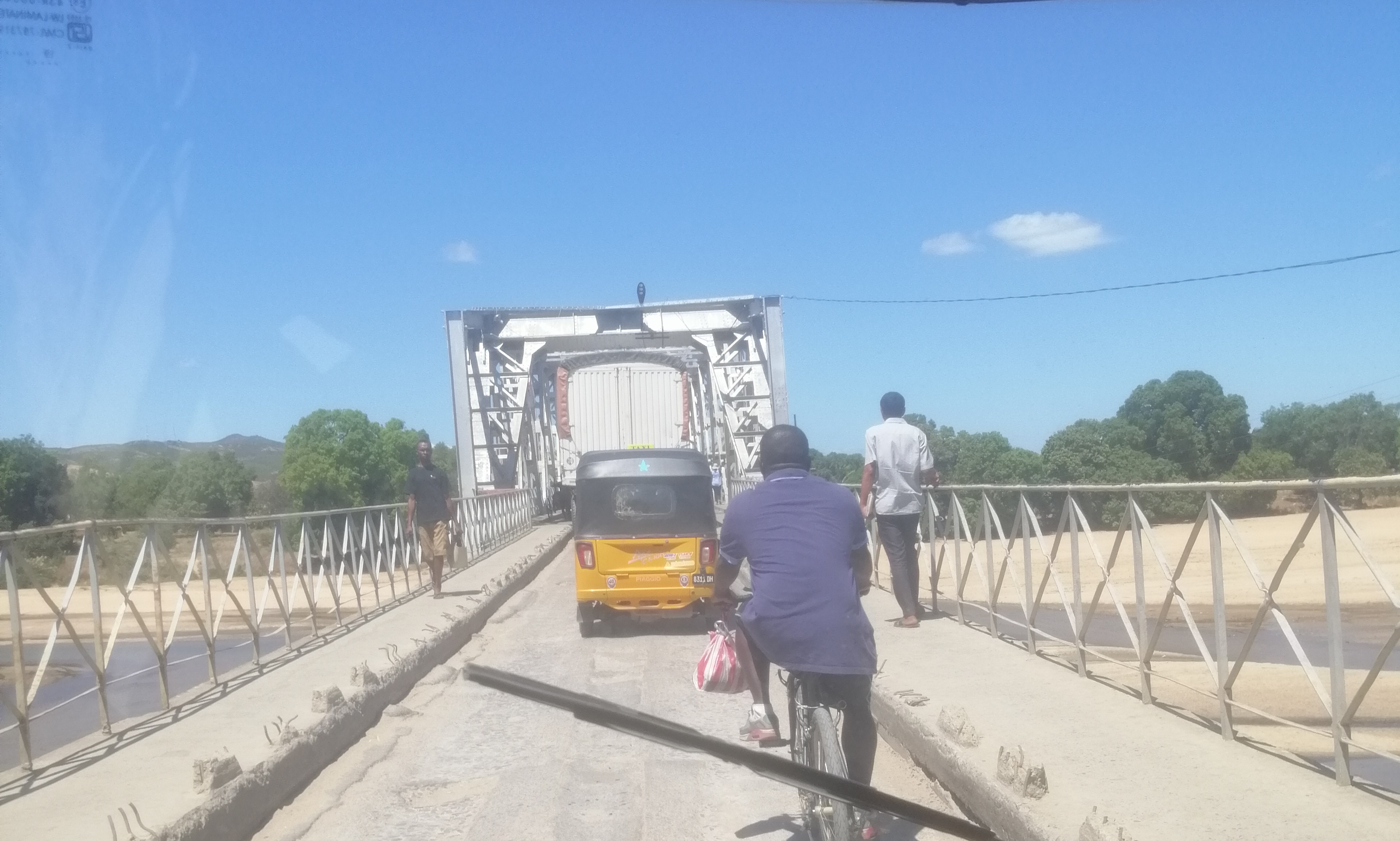
Le pont Mahavavy.

La ville est un carrefour majeur dans le nord de Madagascar, située sur la route nationale 6(RN6), entre Diégo-Suarez et Ambanja (vers Nosy Be), ainsi que sur la piste se reliant vers la ville côtière de l'océan Indien, Vohémar. La ville est, par ailleurs, située sur le cours du fleuve Mahavavy.

## Histoire
Ambilobe signifie littéralement « là où l'on trouve beaucoup de plantations ». Ville historique de la tribu Antakarana, où siège le roi (voir les documents correspondants).

## Administration
Siège du district d'Ambilobe.
La ville possède un centre pénitentiaire, un bureau de la Gendarmerie nationale, de la police nationale. Il existe aussi à Ambilobe un bureau de la population, de la protection sociale et de la promotion sociale. Il y a un hôpital public, des écoles primaires publiques, des collèges d'enseignement Général, un lycée d'enseignement Général et un lycée d'enseignement technique.

## Démographie
La population est estimée à environ 56 000 habitants en 2001.

## Économie

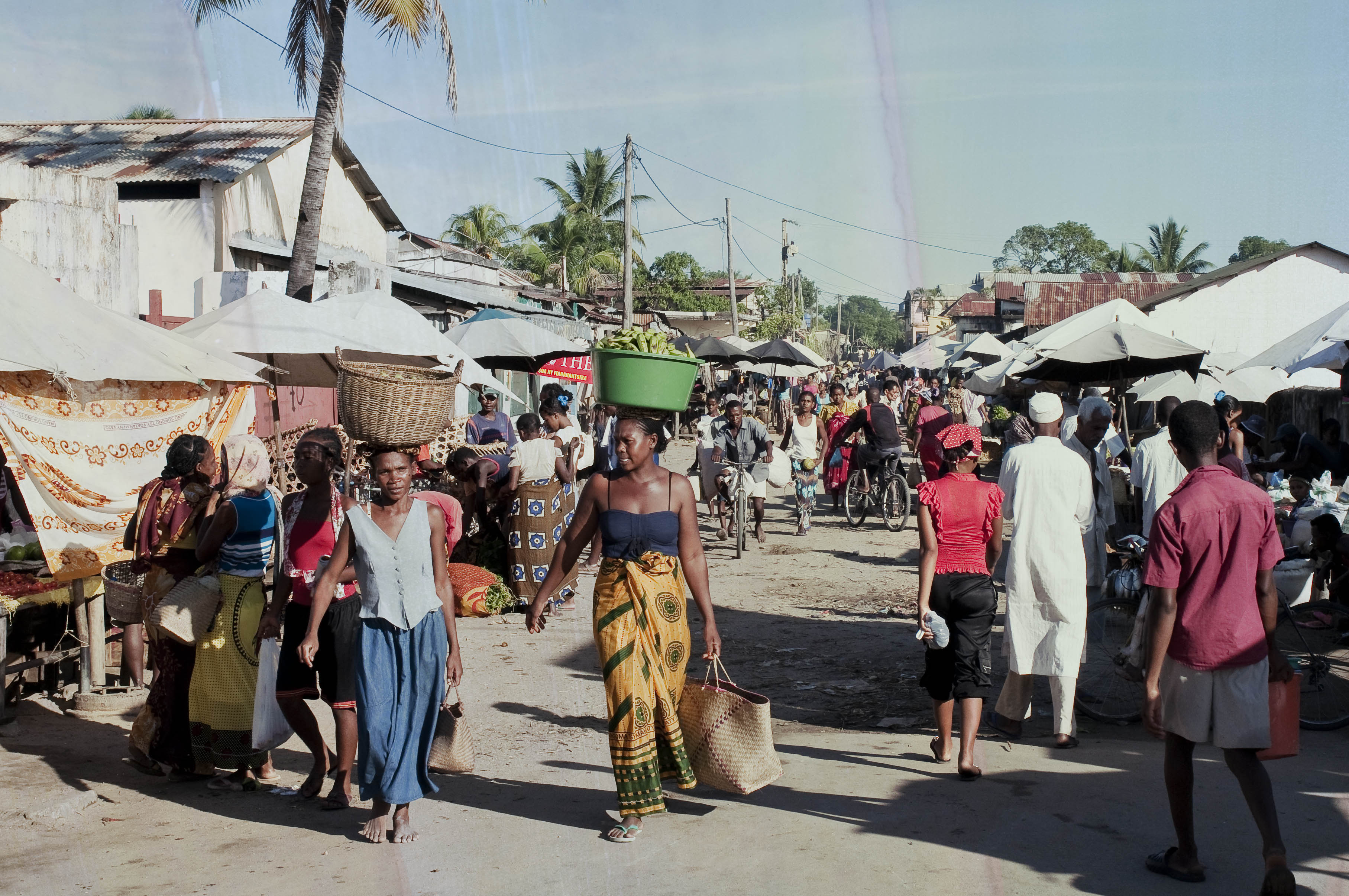
Marché

Principalement tournée vers l'agriculture, la ville est entourée de nombreux types de plantations comme les plantations de cannes à sucre, de bananes, de patates douces, d'anacardier(mahabibo), de manguiers.
Ambilobe possède une usine de traitement de la canne : Ouest Sucre, qui est le principal fournisseur de sucre de la région DIANA.
À 30 km vers l'ouest, dans le village royal d'Ampampamena-Ambavan'Ankarana, il y a la société d'aquaculture LGA (Les Gambas de l'Ankarana), le représentant à Madagascar du groupe mondial OSO Farming, une fierté nationale. Elle produit sans doute les meilleures crevettes du monde.
Le District d'Ambilobe aussi est très connu par ses bananes séchées (pitiky).
Des destinations touristiques incontournables sont disponibles à Ambilobe comme : la chute Mahavavy ou chute Andranomamofona, la cascade Dadiahy et plus loin la réserve spéciale d'Ankarana.
Elle accueille par ailleurs un marché important pour la région. Aujourd'hui une tendance sur la vocation minière artisanale due au gisement d'or d'Andavakoera, saphir d'Amondromifehy et la diamantoide d'Antetezambato Ambanja.

## Personnalités
- Albert Zafy (1927-2017), ancien président de Madagascar.